# Efecto Hover
El efecto Hover consiste en la alteración del aspecto de un elemento de la interfaz gráfica cuando se sitúa el puntero sobre el mismo, pero no se ha seleccionado aún.

## Enlaces de interés
- Efecto Hover según W3C. (en inglés)
- Programación de efecto Hover en JavaScript.
- Más ejemplos de programación.
- Efecto Hover en Microsoft.
- Efecto Hover en Developing Webs dot Net (en inglés)

- Datos: Q2894110

- Tutorial de Efecto Hover en Texto